# 사우디아라비아의 시리아 내전 관여
사우디아라비아의 시리아 내전 관여는 시리아 내전에서 사우디아라비아가 정치, 군사, 그리고 경제적으로 시리아 반군 및 기타 무장단체를 지원한 것을 가리킨다. 사우디아라비아는 2013년 여름부터 시리아 내전에서 반군을 지원하는 주요 세력으로 부상했다. 2015년 러시아의 시리아 내전 개입으로 시리아 내전의 상황이 악화되자 사우디아라비아는 시리아 반군에 대한 물자 및 무기 지원을 강화했다. 그럼에도 불구하고 시리아 정부는 2017년부터 시리아 반군에 대해 공세를 개시해 2018년까지 시리아 반군에 빼앗긴 영토 대부분을 탈환했다.
무함마드 빈 살만 알사우드가 사우디아라비아의 왕세자가 된 2017년부터 사우디아라비아는 시리아 반군에 대한 지원을 대부분 중단했고, 시리아 정부 및 시리아 민주군과 같은 시리아 반군의 적과 교섭을 시도하고 있다. 2018년 사우디아라비아 정부는 로자바 정부와 접촉해 시리아 민주군이 장악한 하카사와 카미실리에 검문소를 설치했다. 또한 2021년 시리아 정부와 사우디아라비아 정부는 내전 발발 10년만에 처음으로 고위급 관리를 파견했다. 2023년 이란과 사우디아라비아가 관계를 정상화하고, 시리아와 사우디아라비아의 관계 역시 정상화되면서 사우디아라비아의 대시리아 전략도 변경되었다.

## 배경
사우디아라비아와 시리아의 관계는 시리아 내전 발발 이전까지 상당히 우호적이었다. 양측의 공식적인 외교 관계는 1941년 시리아가 사우디아라비아에 사절단을 파견하면서 시작되었다. 사우디아라비아의 초대 국왕이었던 압둘아지즈 알사우드는 하심가와 프랑스로부터 시리아가 독립하는 것을 지지했고, 시리아는 1944년 사우디아라비아를 주권국가로 승인했다. 사우디아라비아와 시리아의 관계는 1950년대부터 1960년대까지 이집트의 가말 압델 나세르가 펼친 정책을 두고 이견이 발생하고, 시리아 내 바트당이 집권하면서 사우디아라비아를 포함한 아랍 내 모든 왕국에 전쟁을 선포하면서 균열이 발생했다. 그러나 시리아 수정운동 후 시리아에서 1963년 쿠데타로 집권한 세력이 축출되고 하페즈 알아사드가 시리아의 새로운 대통령이 되면서 양측의 관계는 회복되었다. 욤키푸르 전쟁 발발 직전 하페즈 알아사드와 이집트의 안와르 사다트는 사우디아라비아를 방문해 파이살을 만났고, 미국이 욤키푸르 전쟁에서 이스라엘을 지원하자 OPEC에서 이스라엘을 지원하는 국가 및 미국의 동맹국에 석유 수출을 제재하기도 했다. 사우디아라비아는 시리아와 이집트를 지원하기 위해 욤키푸르 전쟁 당시 3,000명의 병력을 파견하고 파나르 AML 1개 대대를 지원해주기도 했다. 1991년 걸프 전쟁 때 시리아는 사우디아라비아가 참여한 걸프 전쟁의 다국적 연합군에 참여했고, 이라크 전쟁 때는 미국의 이라크 침공에 비판 성명을 내기도 했다.
양측의 우호적 관계가 깨지기 시작한 것은 2011년 시리아 민중봉기 이후 사우디아라비아가 시리아 반군에 우호적인 태도를 취하며 실질적으로 무기를 제공했기 때문이었다. 당시 사우디아라비아의 국왕이었던 압둘라는 시리아 민중봉기를 진압한 바샤르 알아사드에게 비판 성명을 처음으로 낸 지도자들 중 한 명이었다. 2012년 민중봉기가 내전으로 확산되자, 사우디아라비아는 더욱 적극적으로 시리아 반군을 지원하기 시작했다. 2012년 1월 21일 사우디아라비아 외교부 장관 사우드 알파이살은 시리아 국민회의 사절단을 만났다. 사우드 알파이살은 이 만남 이후 시리아 국민회의를 공식적인 시리아 정부로 인정할 것이라 밝혔지만, 구체적인 시일을 정하지는 않았다. 영국 일간지 "더 타임즈"에 따르면, 시리아 정부에 맞서기 위해 사우디아라비아가 카타르와 함께 시리아 국민회의에 자금을 대주고 있었다.
한편, 사우디아라비아와 시리아는 아랍 연맹을 통해 지속적으로 시리아 민중봉기의 평화적 해결을 모색하고 있었다. 2011년 9월부터 2012년 1월까지 아랍 연맹은 3번에 걸쳐 시리아 평화안을 마련했다. 첫 시도는 2011년 9월 6일 시리아 정부와 야당 및 반정부 세력을 모두 포함한 대화 채널을 만들고 2014년 다양한 후보가 포함된 대선을 치르자는 것이었다. 두 번째 시도는 2011년 11월 시리아 정부가 아랍 연맹이 제시한 "도시 내 전차 철수", "평화 시위에 시리아군 투입 금지", "모든 정치범 석방", "2주 이내 반정부파와 대화 개시", "아랍 연맹 및 외국 언론의 자유로운 취재 허용" 등의 조건을 건 평화안에 합의하면서 이행되기 시작했다. 그러나 2011년 11월 12일부터 13일까지 약 300명의 시리아 시위대가 시리아 정부가 약속을 이행하지 않고 있다고 주장했다. 이에 따라 아랍 연맹은 2011년 11월 12일 시리아의 회원국 자격을 정지시키기로 결정했고, 2011년 11월 16일 이 결정이 효력을 발휘했다. 2011년 11월 아랍 연맹은 추가로 시리아에 경제 제재를 가했다. 2011년 말 아랍 연맹은 시리아 감찰단을 파견해 시리아의 정황을 살피기로 했으나, 2012년 1월 사우디아라비아를 비롯한 대부분의 회원국은 시리아의 상황이 악화되고 있다는 것을 이유로 감찰단을 2012년 1월 28일까지 모두 철수시켰다.

## 사우디아라비아의 전략

### 2017년 이전
2012년 아랍 연맹을 통한 정치적 해결책 모색이 실패로 끝난 이후, 사우디아라비아는 직접적으로 시리아 반군에 무기를 지원하기 시작했다. 2012년은 시리아군에서 빠져나온 군인들이 시리아 반정부파에 합류하고 자유 시리아군이 창설된 때로, 사우디아라비아는 자유 시리아군의 무기 장비를 적극적으로 지원해주었다. 또한 2012년부 사우디아라비아는 시리아 반군을 훈련시키고 무장시키기 위한 CIA 주도의 비밀 작전인 팀버 사이코모어(Timber Sycamore)에 참여했다. 힐러리 클린턴 국무장관이 서명한 미국 국무부의 기밀 문서에 따르면, 사우디 기부자들이 전 세계적으로 수니파 무장 세력에 주요한 지원을 하고 있었으며, 일부 미국 관리들은 지원받는 시리아 반군이 알카에다와 연계되어 있다는 점에 우려를 표명했다. 2012년 12월, 외국 후원자들로부터 온 새로운 무기들이 요르단 국경을 통해 시리아 남부의 반군 세력에게 전달되었다. 이 무기들은 사우디아라비아가 크로아티아에서 구입한 M79 오사 대전차 무기와 유고슬라비아산 M-60 무반동총을 포함하고 있었다. 이전에는 대부분의 무기들이 북부의 튀르키예 국경을 통해 전달되었다. 이러한 경로 변경의 목표는 시리아 온건파 반군을 강화하고 다마스쿠스를 향한 그들의 진격을 지원하는 것이었다.

## 같이 보기
- 외국의 시리아 내전 관여

### 내용주
1. ↑  시리아와 사우디아라비아가 고위급 관료 파견을 통해 외교 채널을 복원한 것이 2021년이고[6], 2023년은 사우디아라비아 정부가 시리아 정부와 관계를 완전히 회복한 해이다.[7] 2023년 5월 10일 시리아 정부 역시 사우디아라비아와 관계를 회복하기로 결정했다.[8] 사우디아라비아 정부는 2023년 5월 제다에서 열리는 아랍 연맹 정상회담에 시리아 대통령 바샤르 알아사드를 초대하였고,[9] 빈 살만 왕세자와 바샤르 알아사드 대통령은 아랍 지역에서 양측의 협력을 증진시키는 방안에 대해 논의했다.[10]

### 참조주
1. ↑  Sly, Liz; DeYoung, Karen (2013년 2월 23일). “In Syria, new influx of weapons to rebels tilts the battle against Assad”. 《Washington Post》.
2. ↑  Chivers, C. J.; Schmitt, Eric (2013년 2월 25일). “Saudis Step Up Help for Rebels in Syria With Croatian Arms”. 《The New York Times》.
3. ↑  350 diplomatic flights carry weapons for terrorists, Trud, 2. July 2017
4. 1 2  Saudi edges Qatar to control Syrian rebel support retrieved 6 June 2013
5. ↑  Cafarella, Jennifer (December 2014). “JABHAT AL-NUSRA IN SYRIA” (PDF). Institute for the Study of War. 36면. 2016년 7월 5일에 확인함.
6. 1 2  “Meeting between Saudi and Syrian intelligence chiefs hints at detente”. 《The Guardian》. 2021년 5월 4일.
7. 1 2  “Saudi Arabia says work at diplomatic mission in Syria to resume”. 《Arab News》. 2023년 5월 9일.
8. ↑  “Saudi Arabia, Syria agree to restore diplomatic ties”. Digital Journal. 2023년 5월 9일. 2023년 5월 10일에 확인함.
9. ↑  “Saudi King invites Syria's Assad to attend Arab League summit – Syrian state media”. 《Reuters》. 2023년 5월 10일. 2023년 5월 13일에 확인함.
10. ↑  “Saudi Arabia's Crown Prince meets Syria's al-Assad in Jeddah”. Al Arabiya. 2023년 5월 19일. 2023년 5월 23일에 확인함.
11. ↑  Saudi support to rebels slows Assad attacks: pro-Damascus sources, Reuters, 06-11-15
12. ↑  “Saudi Arabia wants to build its own Arab army in Syria with U.S. Help, report says”. 《Newsweek》. 2018년 5월 30일.
13. ↑  “Iran and Saudi Arabia agree to resume relations after years of tension” (미국 영어). NPR. Associated Press. 2023년 3월 10일. 2023년 3월 10일에 확인함.
14. 1 2  Mohammad Zaid Al Kahtani (December 2004). 《The Foreign Policy of King Abdulaziz》 (학위논문). University of Leeds.
15. ↑  Mohamed Zayyan Aljazairi (1968). “Diplomatic history of Saudi Arabia, 1903–1960s”. University of Arizona. 59쪽. hdl:10150/318068.
16. ↑  Patrick Seale (1997). 〈Syria〉.   Yezid Sayigh; Avi Shlaim. 《The Cold War and the Middle East》. Oxford: Clarendon Press. ISBN 978-0198290995.
17. 1 2  Joseph Mann (2006). “The Syrian Neo-Baath regime and the Kingdom of Saudi Arabia, 1966–70”. 《Middle Eastern Studies》 42 (5): 761–776. doi:10.1080/00263200600828014. S2CID 144587765.
18. ↑  “The October War and U.S. Policy”. 《The National Security Archive》. 2003년 10월 7일. 2013년 8월 11일에 확인함.
19. ↑  Smith, Charles D. (2006), Palestine and the Arab–Israeli Conflict, New York: Bedford, p. 329.
20. ↑  Edgar O'Ballance (1979). 《No Victor, No Vanquished: The Yom Kippur War》 1979판. Barrie & Jenkins. 28–370쪽. ISBN 978-0-214-20670-2.
21. ↑  "Arab states line up behind Iraq" 보관됨 4월 5, 2016 - 웨이백 머신. BBC News. March 25, 2003
22. ↑  “Saudis Warn Against Attack on Iraq by the United States”.
23. ↑  Michael Bröning (2012년 12월 17일). “Time to Back the Syrian National Coalition”. 《Foreign Affairs》. 2013년 8월 11일에 확인함.
24. ↑  Joshua Jacobs (2012년 4월 12일). “The danger that Saudi Arabia will turn Syria into an Islamist hotbed”. 《The Christian Science Monitor》 (Washington, D.C.). 2013년 8월 12일에 확인함.
25. ↑  Saab, Bilal Y. (2011년 8월 31일). “How Saudi Arabia can contain Iran – and other benefits from Syria's turmoil”. 《The Christian Science Monitor》 (Washington DC). 2013년 8월 30일에 확인함.
26. ↑  “SNC Delegation Meets with Saudi Foreign Minister”. Syrian National Council. 23 January 2012.  6 November 2012에 원본 문서에서 보존된 문서. 24 January 2012에 확인함.
27. ↑  “Saudi to recognise Syrian National Council”. Khaleej Times Online. 2012년 1월 27일. 2012년 2월 1일에 원본 문서에서 보존된 문서. 2012년 1월 27일에 확인함.
28. ↑  “Saudi Arabia to recognize, fund Syrian National Council; Russia rejects Syria resolution”. Al-akhbar. 2012년 1월 27일. 2018년 6월 13일에 원본 문서에서 보존된 문서. 2011년 1월 28일에 확인함.
29. ↑  “المبادرة العربية لحل الأزمة السورية”. 《www.aljazeera.net》. 2011년 9월 6일.
30. ↑  “Syria 'violence defies peace deal'”. Al Jazeera English. 2011년 11월 4일. 2013년 11월 28일에 확인함.
31. ↑  NRC Handelsblad (Netherlands), 7 November 2011.
32. ↑  NRC Handelsblad, 14 November 2011.
33. ↑  MacFarquhar, Neil (2011년 11월 12일). “Arab League Votes to Suspend Syria”. 《The New York Times》. 2011년 11월 12일에 확인함.
34. ↑  NRC Handelsblad, 17 November 2011.
35. ↑  Harris, Marty. “International responses to the Syrian uprising: March 2011–June 2012”. 《www.aph.gov.au》 (오스트레일리아 영어). 2021년 2월 20일에 확인함.
36. ↑  “Saudi Arabia withdraws its monitors from Syria; Arab League calls for power transfer”. 《Al Arabiya》. 2012년 1월 22일.
37. ↑  Solomon, Erika and Lyon, Alistair. Arab League suspends Syria mission as violence rages. Reuters. January 28, 2012. Accessed January 28, 2012.
38. ↑  Chulov, Weaver, Martin, Matthew (2012년 2월 24일). “Saudi Arabia backs arming Syrian opposition”. 《The Guardian》. 2021년 1월 26일에 원본 문서에서 보존된 문서.
39. ↑  Mazzetti, Mark; Apuzzo, Matt (2016년 1월 23일). “U.S. Relies Heavily on Saudi Money to Support Syrian Rebels”. 《The New York Times》. 2020년 4월 7일에 확인함.
40. ↑  Sly, Liz; DeYoung, Karen (2013년 2월 23일). “In Syria, new influx of weapons to rebels tilts the battle against Assad”. 《Washington Post》.
41. ↑  Chivers, C. J.; Schmitt, Eric (2013년 2월 25일). “Saudis Step Up Help for Rebels in Syria With Croatian Arms”. 《The New York Times》.
42. ↑  Chivers, C. J.; Schmitt, Eric (2013년 2월 26일). “In Shift, Saudis Are Said to Arm Rebels in Syria”. 《The New York Times》. 2012년 5월 28일에 확인함.